# 封统郡
封统郡，中国南北朝时设置的郡。
西魏废帝元年（552年）置封统郡，治所在同昌县（今四川九寨沟县白水江东岸），隶属于邓州。辖境约当今四川省九寨沟县中部地区。下辖同昌县、帖夷县（一说属于昌宁郡）、钳川县（一说属于钳川郡）。隋文帝开皇三年（583年）废封统郡，属地属邓州。